# Kerry Bishé
Kerry Bishé (* 1. Mai 1984 in Neuseeland) ist eine US-amerikanische Schauspielerin.

## Leben
Kerry Bishé besuchte die Montclair Kimberley Academy in Montclair, New Jersey. Nach ihrem Abschluss 2002 studierte sie an der Northwestern University in Illinois und spielte zunächst hauptsächlich am Theater.
2007 bekam Bishé ihre erste Filmrolle in The Half Life of Mason Lake. Nach einigen kleinen Rollen in verschiedenen Filmen und Fernsehserien, darunter auch Sex and the City – Der Film (2008), spielte sie in dem Fernsehfilm Nightlife (2008). Regie bei diesem Film führte Zach Braff, Darsteller der erfolgreichen US-Dramedyserie Scrubs – Die Anfänger. In deren Spin-off Scrubs – Med School übernahm sie eine Hauptrolle als die Medizin-Studentin Lucy Bennett. 2010 hatte sie in dem Film Nice Guy Johnny, neben Edward Burns ihren künstlerischen Durchbruch. 2017 spielte sie in der US-Serie Narcos die US-amerikanische Ehefrau eines kolumbianischen Bankers, der für das Cali-Kartell Geld wäscht.

## Filmografie (Auswahl)
- 2007: The Half Life of Mason Lake
- 2008: The Lucky Ones
- 2008: Sex and the City – Der Film (Sex and the City: The Movie)
- 2008: The Understudy
- 2009: New York Mom (Motherhood)
- 2009: Life on Mars (Fernsehserie, Folge 1x12)
- 2009: Royal Pains (Fernsehserie, Folge 1x03)
- 2009: Virtuality – Killer im System (Virtuality, Fernsehfilm)
- 2009–2010: Scrubs – Med School (Scrubs, Fernsehserie, 13 Folgen)
- 2010: Mescada
- 2010: Nice Guy Johnny
- 2011: Red State
- 2011: Newlyweds
- 2012: Argo
- 2012: The Fitzgerald Family Christmas
- 2013: Blue Highway
- 2013: Grand Piano
- 2013: Goodbye World
- 2013: Max Rose
- 2014–2017: Halt and Catch Fire (Fernsehserie, 40 Folgen)
- 2016: Rupture – Überwinde deine Ängste (Rupture)
- 2017: Narcos (Fernsehserie, 5 Folgen)
- 2018: How It Ends
- 2018: The Romanoffs (Fernsehserie, Folge 1x02)
- 2020: The Evening Hour
- 2020: Penny Dreadful: City of Angels (Fernsehserie, 10 Folgen)
- 2020: Unglaubliche Geschichten (Amazing Stories, Fernsehserie, Folge 1x05)
- 2021: Happily
- 2022: Super Pumped (Fernsehserie, 7 Folgen)
- 2024: Madame Web

## Videospiele
- 2019: Telling Lies